# Saison 2020 de l'équipe cycliste Natura4Ever-Roubaix Lille Métropole
La saison 2020 de l'équipe cycliste Roubaix Lille Métropole est la quatorzième de cette équipe.

## Coureurs et encadrement technique

### Effectif
| Cycliste           | Date de naissance | Nationalité | Équipe 2019              |  |
| ------------------ | ----------------- | ----------- | ------------------------ |  |
| Julien Antomarchi  | 16 mai 1984       | France      | Roubaix Lille Métropole  |  |
| Ivan Centrone      | 17 septembre 1995 | Luxembourg  | Team Differdange - GeBa  |  |
| Mathias De Witte   | 29 mars 1993      | Belgique    | Roompot - Charles        |  |
| Tom Dernies        | 22 novembre 1990  | Belgique    | Roubaix-Lille Métropole  |  |
| Thibault Ferasse   | 12 septembre 1994 | France      | Roubaix-Lille Métropole  |  |
| Pierre Idjouadiene | 6 janvier 1996    | France      | Roubaix-Lille Métropole  |  |
| Samuel Leroux      | 27 novembre 1994  | France      | Roubaix-Lille Métropole  |  |
| Jordan Levasseur   | 29 mai 1995       | France      | V.C.Rouen 76             |  |
| Jérémy Leveau      | 17 avril 1992     | France      | Delko Marseille Provence |  |
| Christophe Masson  | 6 septembre 1985  | France      | Roubaix-Lille Métropole  |  |
| Maximilien Picoux  | 12 novembre 1995  | Belgique    | V.C.Rouen 76             |  |
| Emiel Vermeulen    | 16 février 1993   | Belgique    | Roubaix Lille Métropole  |  |

## Bilan de la saison

### Victoires
| Date | Course | Pays | Classe | Vainqueur |
| ---- | ------ | ---- | ------ | --------- |